# Jorge Enríquez
Jorge Enríquez García (Mexicali, 8 gennaio 1991) è un ex calciatore messicano, di ruolo centrocampista.

## Club
Debutta con il Chivas il 5 febbraio 2010 nella partita contro il Pachuca valida per la sesta giornata del torneo del Bicentenario; entra all'86', al posto di Adolfo Bautista. Segna il suo primo gol nel quarto di finale contro il Monarcas Morelia.